# Lobo-marinho-antártico
O lobo-marinho-antártico (Arctocephalus gazella) é uma espécie de lobo-marinho encontrado nas águas antárticas. Reproduz-se em grandes colónias nas ilhas Geórgia do Sul e nas Ilhas Kerguelen, e em ilhas no sul da América do Sul.

## Características

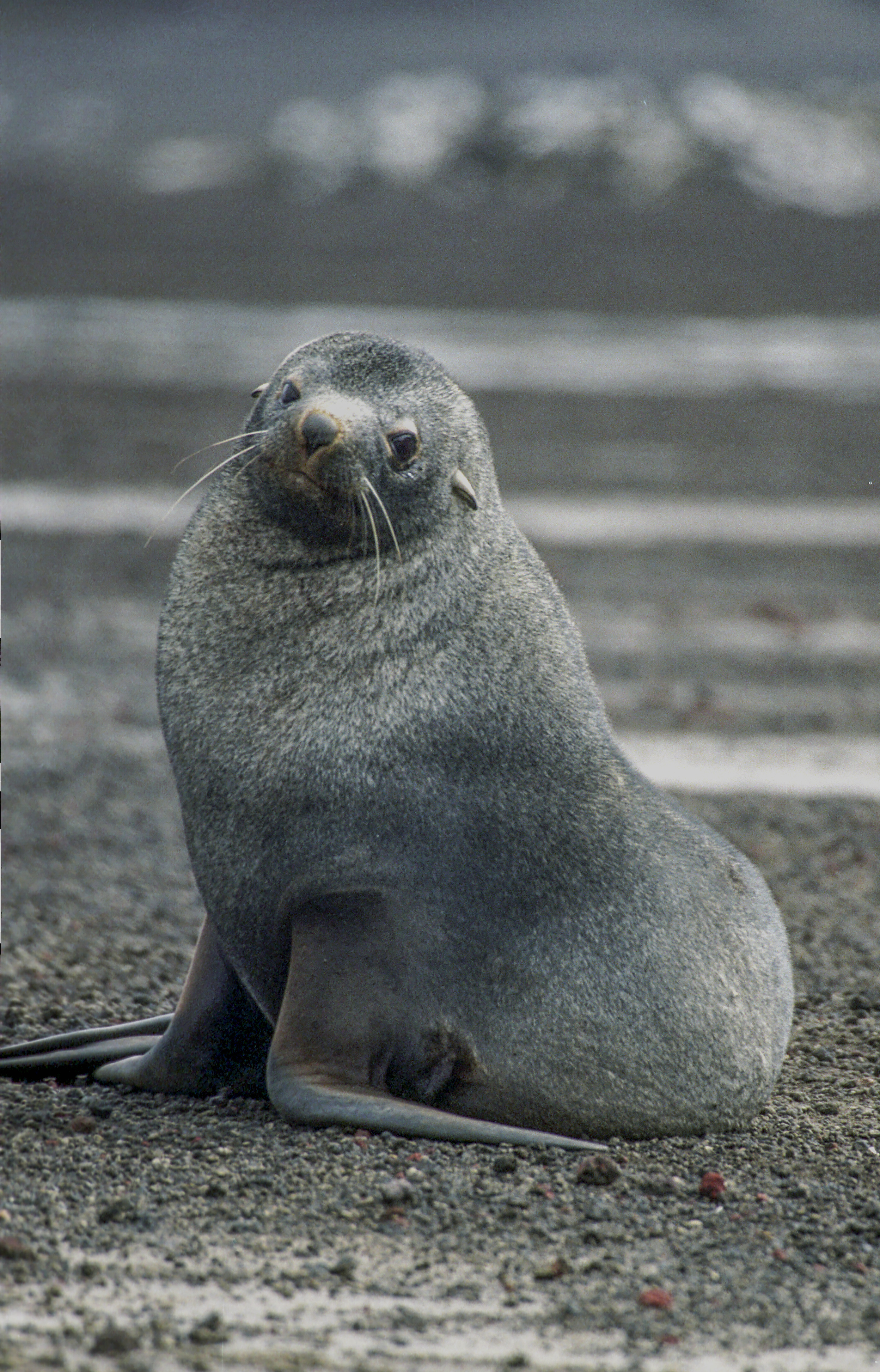

Pertence a sub-ordem dos Pinípedes (palavra derivada do termos em latim pinna e pedis - que significa "pé em forma de pena"), caracterizado como otarídeo, por sua orelha externa e membros posteriores tencionados para fora do corpo. Corpo delgado, com coloração variando de negro a marrom, com tons cinza prateados. Ventre ligeiramente mais claro. Focinho fino e pontudo, orelhas visíveis. Pelagem dupla, com pelos escuros e grossos e abaixo desses, peêlos superficiais mais curtos. Machos adultos sempre maiores que as fêmeas. Dentes pós-caninos com formato tricúspide. Os machos adultos pesam cerca de 200 kg, enquanto as fêmeas 60 kg sendo que, os machos adultos atingem 1,8m, enquanto as fêmeas, em geral, não ultrapassam 1,5m.

## Distribuição

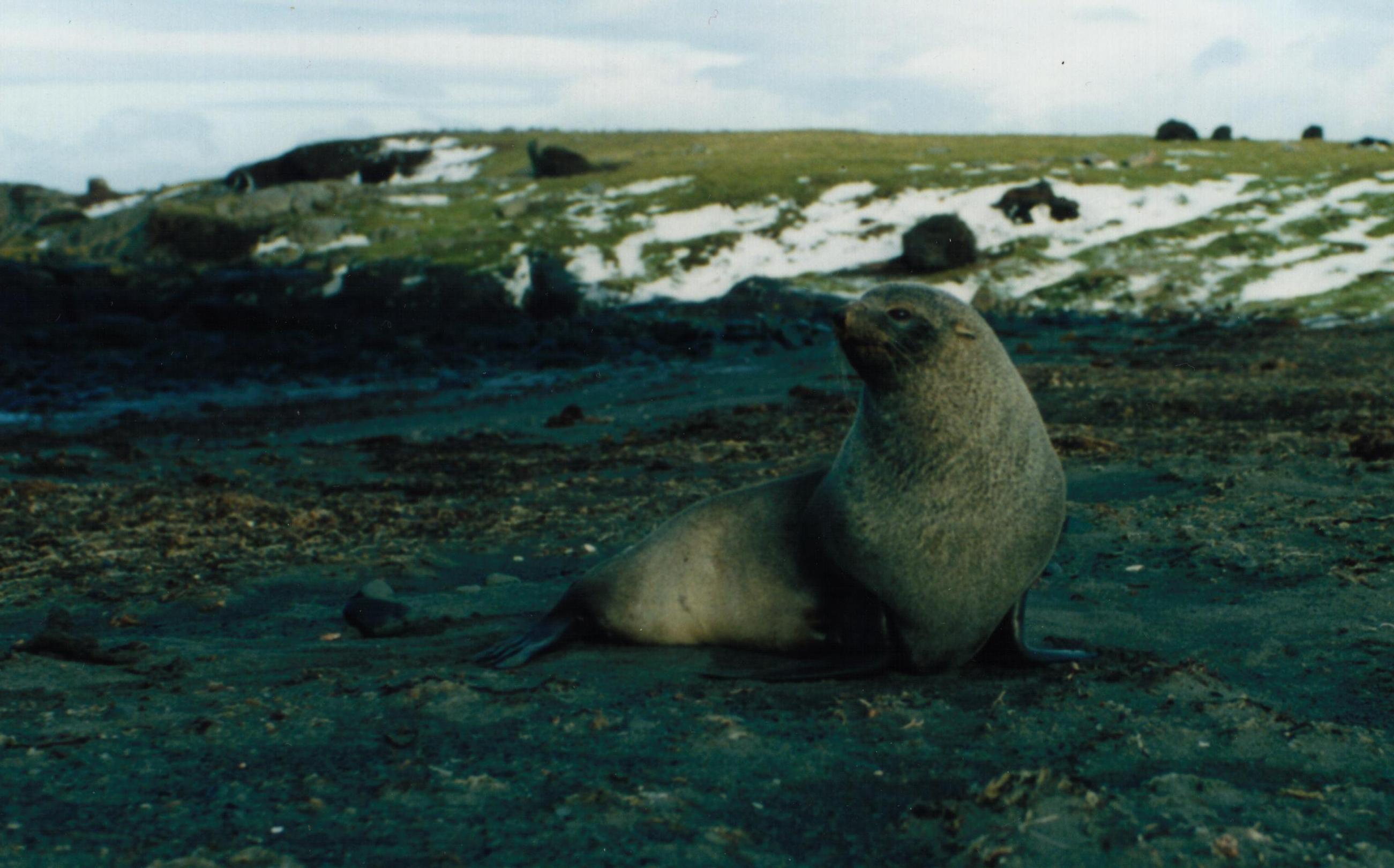
Macho nas Ilhas Kerguelen.

Ocorre ao longo de toda a costa da América do Sul, desde o Peru até o sul do Brasil. Em nosso litoral, concentra-se principalmente no Refúgio de Vida Silvestre da Ilha dos Lobos, em Praia de Torres, e na Refúgio de Vida Silvestre do Molhe Leste, no município de São José do Norte. Estima-se que sua população mundial está em torno de 2-4 milhões de indivíduos. No Brasil, a espécie ocorre principalmente nos meses de inverno e primavera, sendo os animais, em sua grande maioria, machos sub-adultos ou adultos, provavelmente oriundos do Uruguai.

## Reprodução e tempo de vida
No Brasil não existem colônias reprodutivas da espécie. A reprodução ocorre em ilhas do Uruguai, Argentina, Peru e Chile. O acasalamento e os nascimentos ocorrem durante a primavera e verão, com início em outubro. Durante a estação reprodutiva, os machos podem formar e defender haréns com inúmeras fêmeas ou ainda defender áreas específicas dentro das colônias, chamadas de territórios. A fêmea dá à luz somente um filhote depois de 12 meses de gestação.O período de amamentação dura em média de 8 a 10 meses. Os lobos-marinhos podem viver de 15 a 20 anos.[carece de fontes?]

## Alimentação
Alimentam-se principalmente de peixes,lulas e pinguins

## Predadores
Os principais predadores são as orcas e os tubarões, porém no Brasil ainda não existem registros comprovados dessas interações.

## Ameaças
Eventualmente podem ser capturados acidentalmente em redes de pesca.